# Martin Eng
Pour les articles homonymes, voir ENG.
Martin Eng, né le 5 mars 1986, est un biathlète norvégien. 

## Biographie
Ses premiers succès ont lieu dans la Coupe d'Europe junior durant l'hiver 2002-2003, remportant deux manches pour ses débuts internationaux. Aux Championnats du monde jeunesse en 2005, il gagne la médaille d'or au relais et celle d'argent à la poursuite.
Licencié au Nittedal IL, il court sa première épreuve de Coupe du monde à Oslo en 2011.
En décembre 2011, il est notamment onzième du sprint de Coupe du monde disputé à Hochfilzen, ce qui restera son meilleur résultat dans l'élite. Du fait d'une concurrence relevée en Norvège, il court essentiellement dans l'IBU Cup, où il monte sur six podiums individuels entre 2011 et 2013. Il obtient une médaille d'argent aux Championnats d'Europe 2012 en relais.

## Palmarès

### Coupe du monde
- Meilleur classement général : 67e en 2012.
- Meilleur résultat individuel : 11e.

#### Classement annuel en Coupe du monde
| Année     | Classement général final |
| 2011-2012 | 67e                      |
| 2013-2014 | 97e                      |

### Championnats d'Europe
- Osrblie 2012 : 
  -  médaille d'argent du relais.

### Championnats du monde junior
- Médaille d'argent du relais en 2007.

### Championnats du monde jeunesse
- Médaille d'or du relais en 2005.
- Médaille d'argent de la poursuite en 2005.

### IBU Cup
- 6 podiums.